# Hydramatic

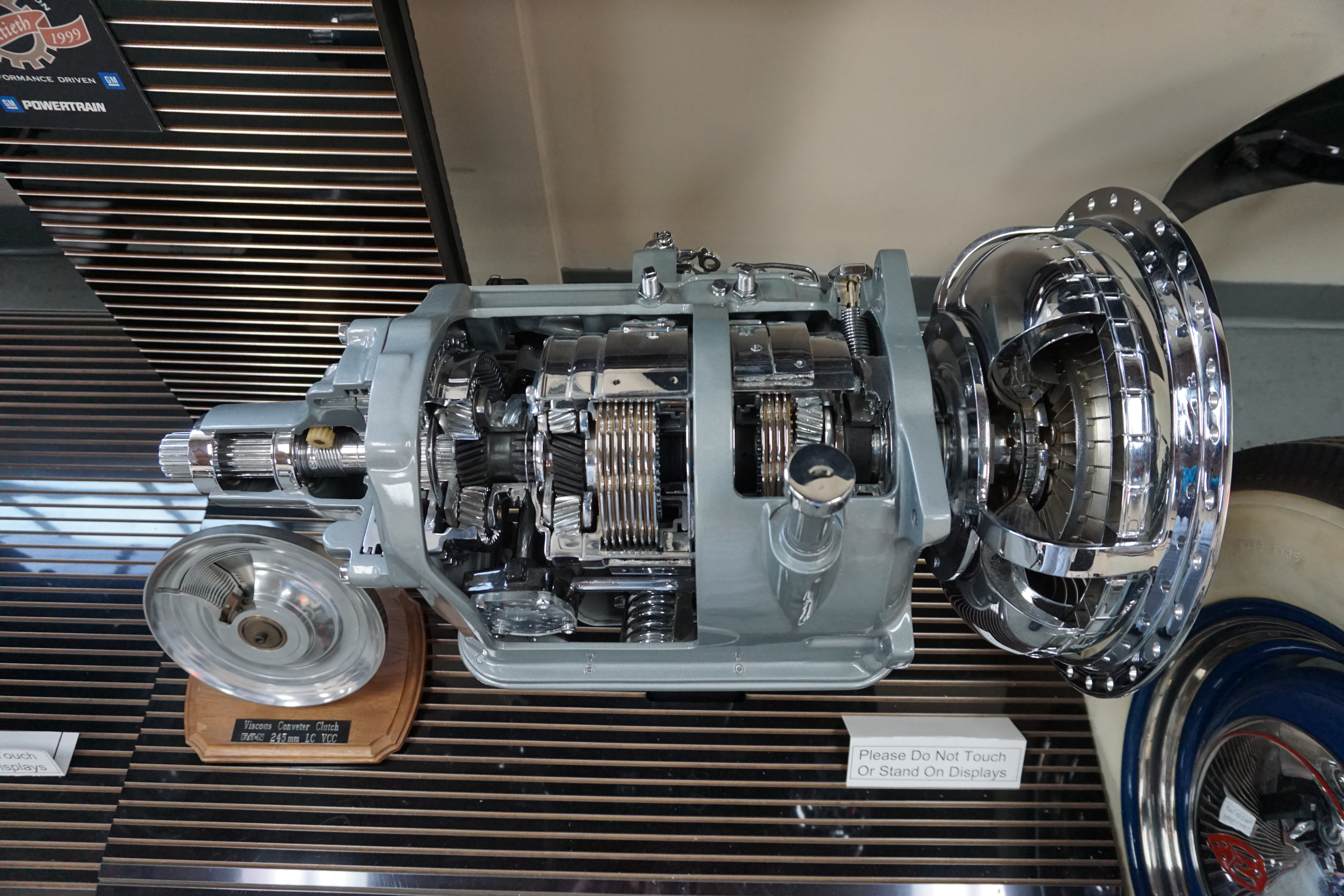
Una transmisión Hydra-Matic Drive, producida entre 1939 y 1956. En exhibición en el Museo del Automóvil de Ypsilanti

La denominación Hydramatic (también conocida como Hydra-Matic o simplemente transmisión hidromática) es el nombre comercial de un sistema de transmisión automática desarrollado por dos divisiones automotrices de General Motors, Cadillac y Oldsmobile. Introducida en 1939 para los modelos del año 1940, la Hydramatic fue la primera transmisión totalmente automática producida en serie desarrollada para el uso en automóviles de pasajeros.

## Historia
Durante la década de 1930, los fabricantes de automóviles buscaron reducir o eliminar la necesidad de cambiar de marcha. En ese momento, el cambio de marchas sincronizado todavía era una novedad (y se limitaba a las marchas más altas en la mayoría de los casos), y cambiar de velocidad con una caja de cambios manual requería más esfuerzo del que la mayoría de los conductores querían ejercer. La excepción aquí fue la revolucionaria transmisión manual totalmente sincronizada de Cadillac, diseñada por el ingeniero de Cadillac Earl A. Thompson e introducida en el otoño de 1928.
Cadillac, bajo la dirección de Thompson, comenzó a trabajar en una transmisión "sin cambios" en 1932, y se creó un nuevo departamento dentro de Cadillac Engineering, encabezado por Thompson e incluyendo a los ingenieros Ernest Seaholm, Ed Cole, Owen Nacker y Oliver Kelley. Durante 1934, el grupo de transmisión Cadillac había desarrollado una caja de cambios de relación escalonada que cambiaba automáticamente con el par máximo. Este mismo grupo de ingenieros se trasladó luego a GM Central Research, construyendo unidades de transmisión piloto durante 1935-36 que luego fueron entregadas a Oldsmobile para su puesta a prueba.
La Transmisión automática de seguridad (AST) fue una consecuencia derivada de este trabajo. El AST era una transmisión semiautomática que usaba engranajes planetarios y embrague de fricción convencional, lo que requería que el conductor usara el embrague para cambiar de marcha, pero no entre las dos marchas de avance. Oldsmobile ofreció el AST de 1937 a 1939, mientras que Buick lo ofreció solo en 1938.
El HydraMatic fue diseñado para combinar el funcionamiento hidráulico de una caja de cambios planetaria (que permite automatizar muchos cambios) con un acoplador hidráulico en lugar de un embrague de fricción, eliminando la necesidad de desembragar. La transmisión tendría cuatro velocidades de avance (3.82:1, 2.63:1, 1.45:1 y 1.00:1) más marcha atrás, con toda la aceleración proporcionada por el cambio; su acoplamiento fluido no multiplicaba la potencia del motor como lo hace un convertidor de par. En consecuencia, era menos sofisticado que el prototipo de Vulcan (Vulcan-Werke Hamburg und Stettin) de 1924, que incluía un convertidor de par. Incorporaba un trinquete de estacionamiento que se enganchaba cuando se colocaba el selector de cambios en reversa con el motor apagado. No había una posición de estacionamiento separada como es norma en las transmisiones automáticas modernas.
El resultado, denominado Hydra-Matic Drive, entró en producción en mayo de 1939 para los modelos de 1940. Los primeros Oldsmobile así equipados se enviaron en octubre de 1939, correspondiendo a los modelos Oldsmobile Series 60 y Oldsmobile Series 70. Oldsmobile fue elegida para presentar el Hydra-Matic por dos razones: cuestiones de economía de escala (Oldsmobile producía más coches que Cadillac y Buick en ese momento, proporcionando así una mejor base de pruebas), y para proteger la reputación de Cadillac y Buick en el caso de un fracaso en el mercado de la nueva transmisión. La publicidad proclamó la nueva transmisión como "el mayor avance desde el motor de arranque".
En 1940, el Hydra-Matic era una opción por 57,00 dólares (unos 1240 $ de 2023) subió 100,00 dólares (unos 2071 $ de 2023) para 1941, cuando también se convirtió en una opción para los Cadillac por 125.00 dólares (unos 2589 $ de 2023). Se habían vendido casi 200.000 unidades con el cambio automático cuando se detuvo la producción de automóviles de pasajeros para la producción de guerra en febrero de 1942.
Durante la guerra, el Hydramatic se usó en una gran variedad de vehículos militares, incluido el carro de combate M3 Stuart (donde dos cajas de transmisión estaban acopladas a dos motores Cadillac V8) y el tanque ligero M24 Chaffee. El extenso servicio en tiempos de guerra mejoró enormemente la ingeniería de posguerra de la transmisión, que luego se anunció como "probada en combate".
A partir de 1948, la transmisión Hydramatic se convirtió en opcional para Pontiac (y estaba en el 70% de su producción de ese año), aunque Buick y Chevrolet optaron por desarrollar sus propias transmisiones automáticas, llamadas Dynaflow y Powerglide. Todos los Oldsmobile con transmisión Hydramatic instalada, tenían en la parte inferior del guardabarros delantero (directamente detrás de la rueda delantera) un emblema con el rótulo "Futuramic", que identificaba a un Oldsmobile diseñado para una conducción más cómoda y con la presencia de una transmisión automática. Los Oldsmobile V8 fueron automáticos a partir de 1949, ya que la marca carecía de una caja de cambios manual que pudiera manejar el par del nuevo motor Rocket V8. En 1949 se había vendido un millón de transmisiones Hydramatic. A principios de la década de 1950, varios fabricantes sin los recursos para desarrollar una transmisión automática patentada compraron el sistema "Hydra-Matic" de GM. Entre los principales usuarios, figuraban:
- 1951-1957 Hudson
- 1950-1957 Nash
- 1951–1956 Nash Rambler
- 1957 Rambler
- 1958-1960 Rambler American (solo unidades de flota de empresas asociadas de AT&T)
- 1951 Frazer
- 1951-1955 Kaiser
- 1954-1955 Willys-Overland Motors
- 1949-1954 Lincoln

En 1952, Rolls-Royce adquirió una licencia para producir el HydraMatic para los automóviles Rolls-Royce y Bentley, cuya producción continuó hasta 1967.
Un incendio masivo que destruyó la planta Hydra-Matic de GM en Livonia (Míchigan) el 12 de agosto de 1953, dejó a la corporación y a las tres divisiones que usaban esta transmisión a la búsqueda de suministradores de transmisiones automáticas para completar la producción de los modelos de ese año. Como resultado, los Oldsmobile y Cadillac durante el tiempo de inactividad causado por el incendio se ensamblaron con la transmisión Dynaflow de Buick, mientras que los Pontiac utilizaron la Powerglide de Chevrolet, ambas convertidores de par de dos velocidades. Terceras marcas que compraban las Hydra-Matic de la corporación, incluida la división Lincoln de Ford Motor Co. y los fabricantes de automóviles independientes Hudson, Kaiser y Nash, terminaron buscando otras fuentes de transmisiones automáticas también, con Lincoln utilizando la transmisión Ford-O-Matic diseñada por Borg-Warner, mientras que otros fabricantes de automóviles también cambiaron a la transmisión automática de Borg-Warner durante el tiempo del cese obligado de la producción.
Aproximadamente nueve semanas después del incendio de Livonia, GM abrió un nuevo centro para la producción de "Hydra-Matic" en la fábrica de Willow Run, Míchigan. Cuando los modelos de 1954 debutaron a finales de 1953, la producción de Hydra-Matic había vuelto a los niveles normales y todos los Cadillac, Oldsmobile y Pontiac modelo del 54 con transmisión automática estaban nuevamente equipados con Hydra-Matic.

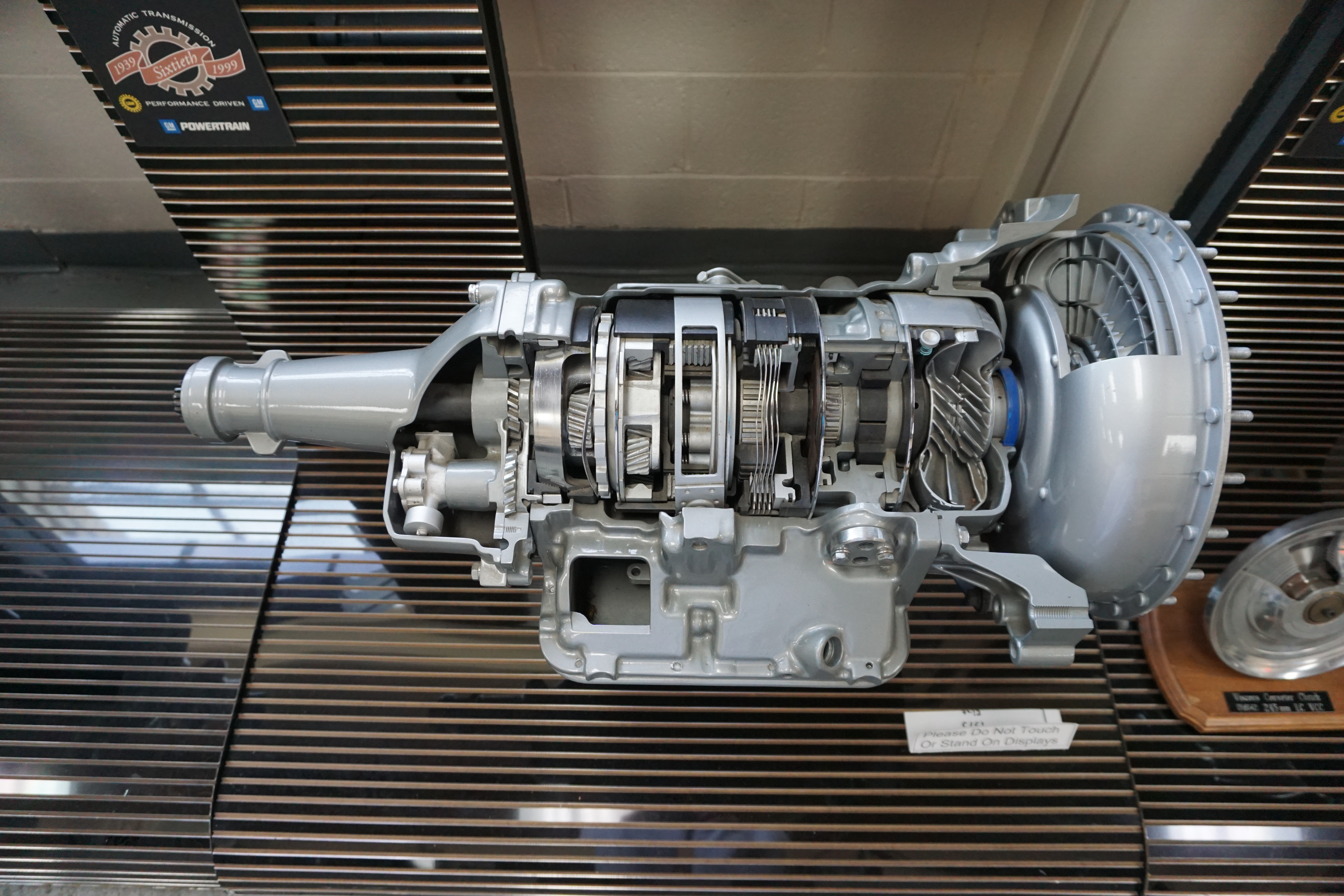
Transmisión Hydra-Matic 315, producida entre 1956 y 1964

Presionado por la competencia industrial de otros fabricantes, como el convertidor de par con bloqueo de tres velocidades de Studebaker, codiseñado por Detroit Gear (una división de Borg-Warner), llamado DG 200/250, o como el convertidor de par de dos velocidades de doble rango de Packard con convertidor de par de bloqueo acoplado Ultramatic, el Hydra-Matic de GM se sometió a varias revisiones hasta 1955, antes de ser reemplazado gradualmente por el HydraMatic de acoplamiento controlado sustancialmente rediseñado (también llamado Jetaway por Oldsmobile, y StratoFlight, y más tarde Super Hydra-Matic, por Pontiac, o 315 HydraMatic, por Cadillac, o Hydra-Matic de doble acoplamiento) en 1956 .
El Hydra-Matic de acoplamiento controlado incorporó un acoplamiento de fluido secundario y un par de embragues de garra en lugar del embrague de fricción anterior y las bandas de freno, cambiando en parte al drenar y llenar alternativamente el acoplamiento secundario. Era una versión posterior del Hydra-Matic de doble rango de GM, introducido por primera vez en algunos modelos de 1952. La función de doble rango permitió al conductor mantener la transmisión en tercera marcha hasta los puntos de cambio ascendente máximos permitidos, para mejorar el rendimiento en el tráfico o en la conducción de montaña. La nueva transmisión de doble acoplamiento también incorporó una posición de estacionamiento separada, en línea con otras transmisiones automáticas del día.
El Hydra-Matic de acoplamiento controlado era sustancialmente más suave que el Hydra-Matic original, pero también más complejo y costoso de producir, tan eficiente como el HydraMatic original porque todas estas transmisiones, incluidas la Roto Hydra-Matic y la Tempest Torque, utilizaban el diseño de par dividido.

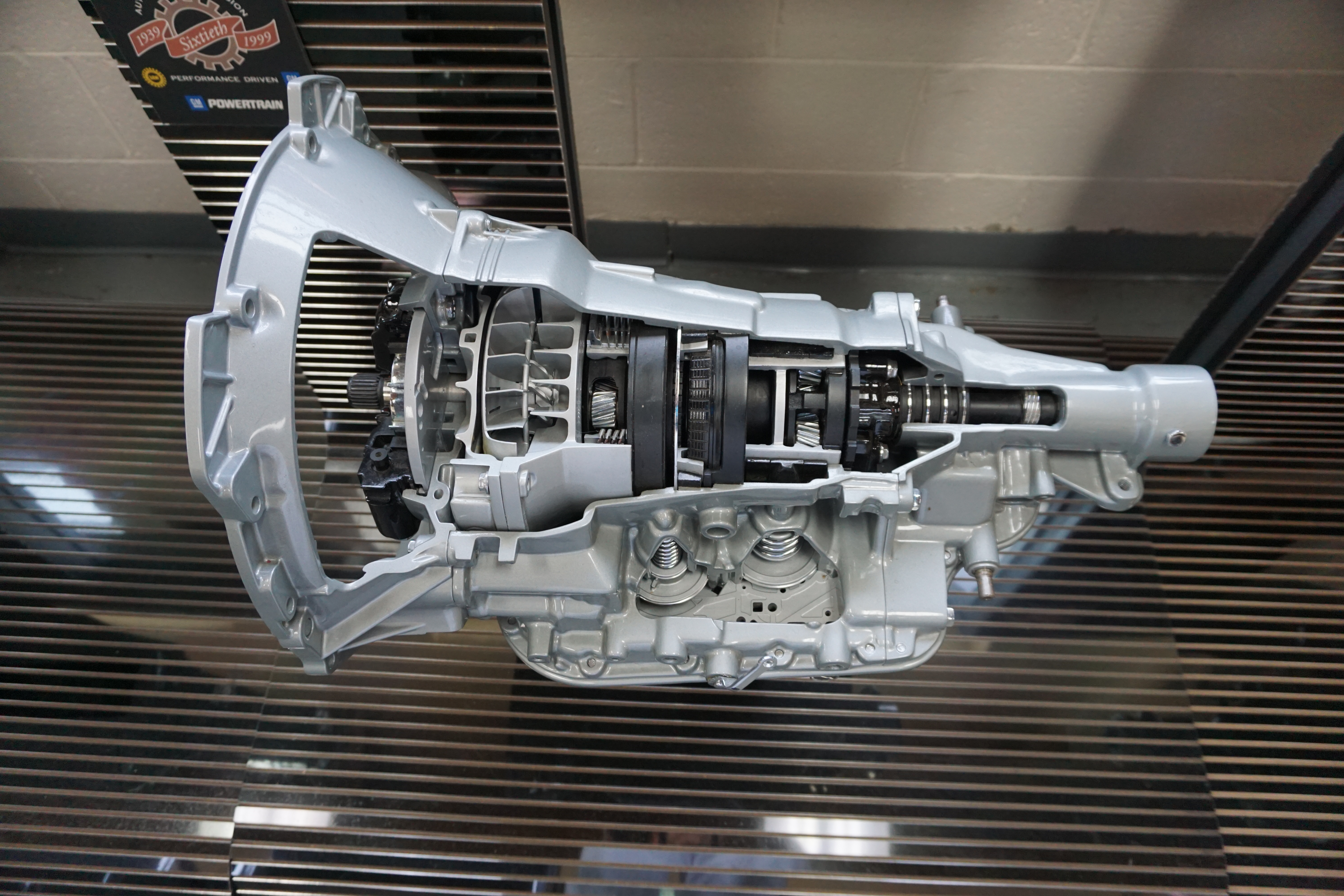
Transmisión Hydra-Matic 240, producida entre 1961 y 1964

En 1961, se produjo el modelo 375 Roto Hydramatic. El Roto es una unidad de cuatro velocidades o de tres velocidades, que eliminó el acoplamiento hidráulico delantero, de forma que la conexión entre el motor y la transmisión se realizó mediante el uso del acoplamiento hidráulico pequeño que también se usaba para controlar el engranaje planetario delantero (en el que el principio de cambio de "vaciar y llenar" se retuvo del antiguo acoplamiento controlado Hydramatic). Se adoptó para todos los Oldsmobile, así como para los modelos Catalina, Ventura y Grand Prix de tamaño completo de Pontiac, mientras que todos los Cadillac y Pontiac Bonneville y Los modelos Star Chief conservaron la antigua unidad Hydra-Matic de acoplamiento controlado de cuatro velocidades. El acoplamiento controlado HydraMatic y Roto HydraMatic tienen la "función de par dividido" mediante la cual, en marcha alta, el par se divide en un 40% a través del acoplamiento de fluido y en un 60% a través de la conexión mecánica, lo que hace que estas transmisiones sean más eficientes que cualquier otra automática antes de la aparición del bloqueo. Se utilizó un convertidor de par ascendente. Las transmisiones Hydramatic fueron finalmente reemplazadas por una nueva transmisión automática con convertidor de par de tres velocidades llamada Turbo-Hydramatic en 1964 y 1965, cuyo diseño era más similar en principio al  TorqueFlite de Chrysler y al tipo Cruise-O-Matic de 1951 diseñado por Borg-Warner para Ford.

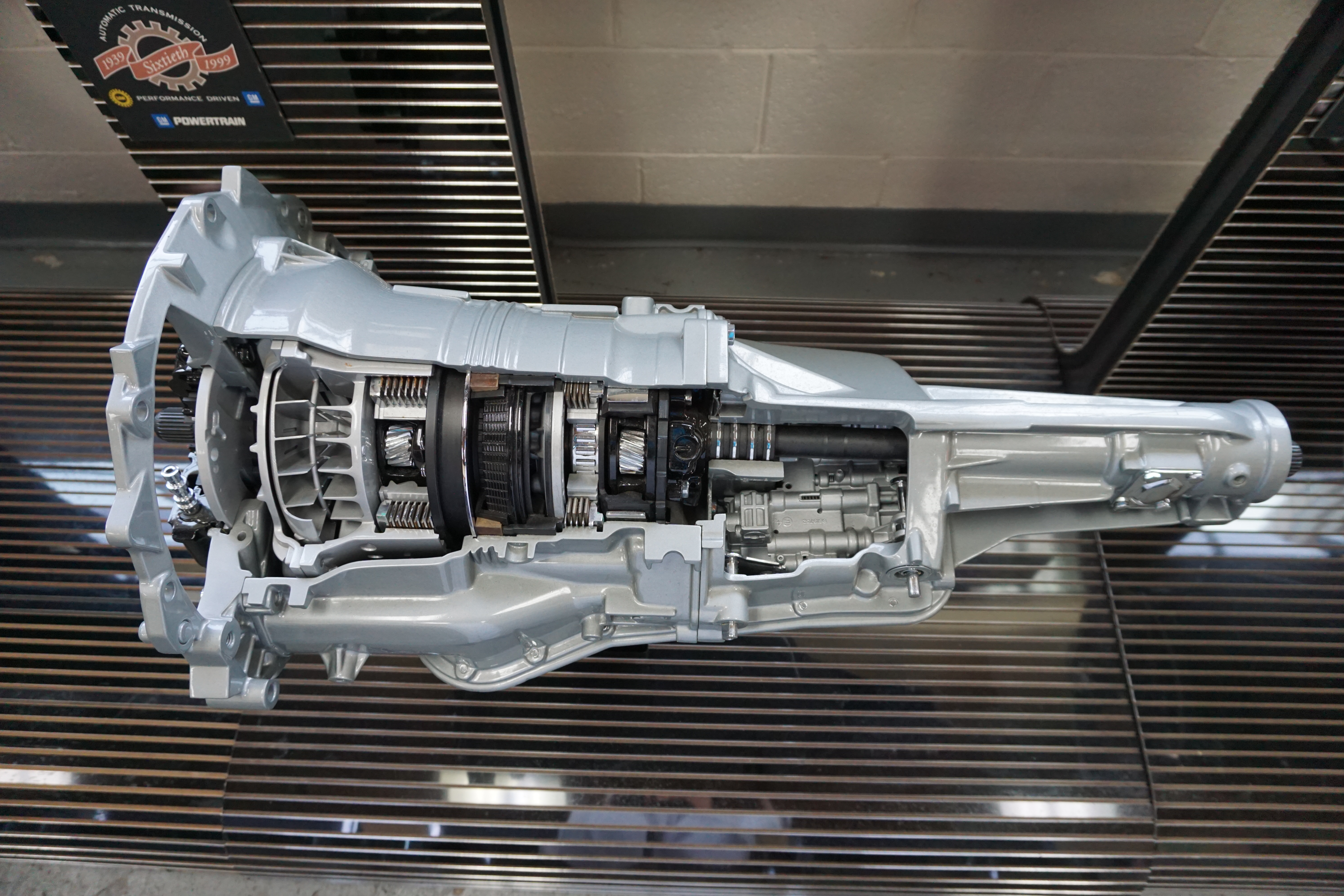
Transmisión Hydra-Matic 375, producida entre 1961 y 1964

El Hydra-Matic original siguió utilizándose en camiones ligeros y otros vehículos comerciales hasta 1962. Posteriormente, fue reemplazado por el Powerglide de la División Chevrolet (donde se denominó "Pow-R-Flow") en la línea de camiones ligeros de GMC, y más tarde, en 1966, con el Turbo Hydra-Matic (THM), cuyo diseño simplificado era mucho menos costoso de fabricar. La línea de camionetas ligeras de la División Chevrolet usó el Powerglide durante toda la década de 1960, un diseño que no era adecuado con este propósito, hasta que el Turbo-Hydramatic se convirtió en el estándar en 1969. La producción de Hydra-Matic de hierro fundido cesó en Willow Run después del modelo del año 1962, y el Hidramatic de acoplamiento controlado cesó a principios de 1964, lo que permitió tiempo de reacondicionamiento para el Turbo Hydra-Matic 400, que debutó en los modelos Cadillac de 1964 a mediados de año, siendo los modelos Star Chief y Bonneville de la Pontiac Division los últimos en usar el Hydra-Matic de acoplamiento controlado (Modelo HM315) de cualquier automóvil GM. La producción del sistema Turbo-Hydramatic de 1964 utilizó un cuadrante selector similar al del sistema Powerglide de Chevrolet en el sentido de que solo había una posición "Drive" y una "Low", aunque era una verdadera unidad de tres velocidades. Esto se mejoró para todos los modelos de 1965 con el cuadrante "D L2 L1" o "D S L", que permitía la flexibilidad del "rango dual" al igual que en el sistema Hydramatic de rango dual de 1953-1955. Fue esta versión la que reemplazó a todos los modelos  Roto Hydramatic e Hydramatic de acoplamiento controlado en los automóviles GM en ese año, poniendo fin a veinticuatro años de producción de transmisión automática de cuatro velocidades que obviaba la necesidad de un convertidor de par. A pesar del nombre, el Turbo-Hydramatic no tiene un diseño mecánico directamente relacionado con el Hydra-Matic original, o con el Hydramatic de acoplamiento controlado.

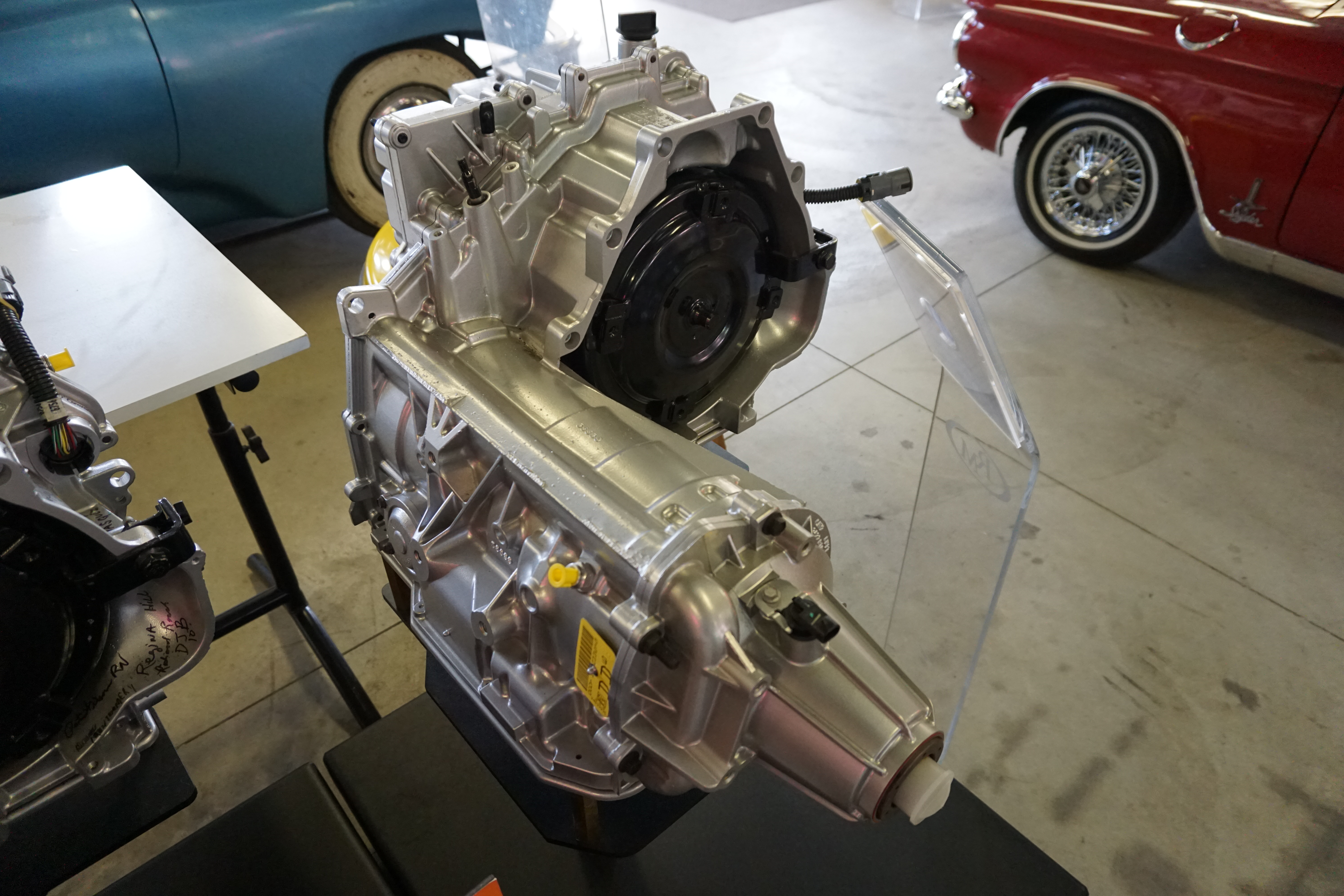
Transmisión Hydra-Matic del año 2010

La transmisión Hydra-Matic era un diseño complejo que resultaba caro de producir. A pesar de algunos problemas iniciales, era fiable y tan resistente que se usó ampliamente en carreras de aceleración durante la década de 1960. No era tan suave como las transmisiones de algunos competidores (especialmente la Dynaflow de Buick), pero era más eficiente, especialmente a velocidades de autopista, y allanó el camino para la aceptación generalizada del cambio automático.
Una versión ligera de 3 velocidades del "Turbo Hydra-Matic", llamada "Turbo-Hydramatic 180", fue producida por la división "Hydra-Matic" de GM de 1981 a 1998 para su uso en una amplia variedad de automóviles y camionetas.
Hydramatic es el nombre comercial de la división de transmisiones automáticas de GM, que ha producido distintas variantes de transmisiones, la más notable de las cuales es la Turbo Hydra-Matic de la década de 1960 a la de 1990.

## Diseño
El Hydramatic utilizó un acoplador hidráulico de dos elementos (no un convertidor de par, que tiene al menos tres elementos, la bomba, la turbina y el estator, aunque el Roto Hydra-Matic posee un acoplamiento de fluido y un estator fijo) y tres engranajes planetarios, que proporcionan cuatro velocidades de avance y retroceso. Las relaciones estándar para el Hydra-Matic original fueron 3.82:1, 2.63:1, 1.45:1 y 1.00:1 en aplicaciones automotrices, y 4.08:1, 2.63:1, 1.55:1 y 1.00:1 en camiones ligeros y otras aplicaciones comerciales. El Hydra-Matic de acoplamiento controlado usaba las relaciones 3.97:1, 2.55:1, 1.55:1 y 1.00:1. El sistema Roto Hydramatic 375; una caja automática de tres velocidades y cuatro rangos tiene 3.56:1, 2.93:1, 1.56:1 y 1.00:1. Por último, la Roto Hydramatic 240; una automática de tres velocidades y cuatro rangos tiene relaciones de 3.64:1, 3.03:1, 1.57:1 y 1.00:1.
El Hydramatic fue equipado con dos bombas hidráulicas para presurizar su sistema de control hidráulico y proporcionar lubricación a los componentes internos. La bomba delantera era una unidad de paletas de desplazamiento variable impulsada por la carcasa del acoplamiento de fluido, lo que significaba que la presión de aceite estaba disponible de inmediato al arrancar el motor. Se mantuvo una presión relativamente constante moviendo una corredera dentro de la bomba, lo que tuvo el efecto de cambiar su capacidad y, por lo tanto, el volumen de aceite que se entregaba.
La bomba trasera era una bomba de engranajes no regulada impulsada por el eje de salida de la transmisión, lo que significaba que era capaz de presurizar la transmisión si el vehículo estaba en movimiento. Esta característica hizo posible arrancar un vehículo con una batería descargada si el vehículo podía acelerarse al menos a 15-20 mph (24,1-32,2 km/h). A velocidades más altas, la bomba trasera proporcionaba todo el volumen de aceite que se necesitaba para operar la transmisión, de forma que la corredera de la bomba delantera quedaba casi centrada, lo que provocaba que la bomba produjera poco rendimiento.
En la primera marcha, el flujo de potencia pasaba por el conjunto del engranaje planetario de avance (reducción de 1.45:1 o 1.55:1, según el modelo), luego por el acoplador hidráulico, seguido por el conjunto del engranaje trasero (reducción de 2.63:1) y por el conjunto de engranajes (normalmente bloqueado) de la marcha atrás al eje de salida. Es decir, la entrada toroidal del acoplamiento fluido funcionaba a una velocidad menor que la del motor, debido a la reducción del conjunto de la marcha de avance. Esto producía un arranque excepcionalmente suave debido a la cantidad relativamente grande de deslizamiento que se producía inicialmente en el acoplamiento fluido. Este deslizamiento disminuía rápidamente a medida que aumentaba el régimen de giro del motor.
Cuando la transmisión subía a la segunda marcha, el conjunto de la marcha de avance se bloqueaba y la entrada toroidal ahora funcionaba a la velocidad del motor. Esto tenía el efecto deseable de "apretar" el acoplamiento y reducir el deslizamiento, pero desafortunadamente también producía un cambio algo brusco. No era nada raro que el vehículo se tambaleara hacia adelante durante el cambio 1ª-2ª, especialmente cuando el acelerador estaba completamente abierto.
Al cambiar a tercera, el conjunto del engranaje de avance volvía a reducirse y el conjunto del engranaje trasero se bloqueaba. Debido a la forma en que se dispuso el conjunto de engranajes traseros, el acoplamiento pasó de manejar el 100% del par motor a aproximadamente el 40%, y el reparto quedaba únicamente gestionado por el tren de engranajes. Esto redujo enormemente el deslizamiento, un efecto audible por la reducción sustancial del régimen de giro en el motor cuando se producía el cambio.
El cambio de tercera a cuarta velocidad bloqueaba el conjunto de la marcha de avance, produciendo una transmisión de 1.00:1. El acoplamiento fluido ahora solo manejaba alrededor del 25 por ciento del par del motor, reduciendo el deslizamiento a una cantidad insignificante. El resultado era un nivel de transferencia de potencia notablemente eficiente a velocidades de autopista, algo que las cajas automáticas equipadas con convertidor de par no podrían lograr sin el beneficio de un embrague convertidor.
Muchas cajas Hydramatic no realizaban muy bien el cambio 2ª-3ª, ya que el proceso implicaba la operación simultánea de dos bandas y dos embragues. Era difícil lograr una coordinación precisa de estos componentes, incluso en transmisiones nuevas. A medida que envejecían las juntas de la transmisión y otros elastómeros, las características del control hidráulico se alteraban y el cambio 2ª-3ª podía causar un pico de giro momentáneo (un aumento repentino en la velocidad del motor) o un bloqueo (un período corto en el que la transmisión se encontraba en dos velocidades simultáneamente). Esto último a menudo contribuía al fallo de la banda delantera. Gran parte de la dificultad para organizar un cambio limpio 2ª-3ª o 3ª-2ª en cualquier caja Hidramatic de hierro fundido era la elasticidad cambiante de los resortes gobernantes en los cuerpos de las válvulas. Incluso la temperatura ambiente afectaba a esta variable, de modo que una caja Hydramatic que cambiara perfectamente en un día de verano, normalmente mostraría "picos" de giro del motor con el cambio 2ª-3ª cuando hacía frío. Otra antigua queja de los conductores era el "sobrerrevolucionado" del motor al intentar hacer un cambio descendente 3ª-2ª al doblar una esquina, lo que generalmente resultaba en una brusca sacudida para los pasajeros.
De 1939 a 1950, se usó el anclaje inverso para bloquear la corona de la unidad de reversa para que no girara enganchando dientes externos mecanizados en esa corona. A partir de 1951, un embrague cónico hacía lo mismo cuando la presión del aceite estaba alta, y se permitía que un trinquete de estacionamiento accionado por resorte bloqueara la misma corona en ausencia de presión de aceite. Esto funcionaba mejor, ya que el ancla no rechinaría contra los dientes externos si esa corona estuviera girando (es decir, a menos que el motor se detuviera cuando se enganchara la marcha atrás). La marcha atrás se obtenía aplicando par de giro desde la unidad delantera (con banda, en reducción) a través del acoplamiento de fluido al engranaje solar de la unidad trasera. El portasatélites de este conjunto de engranajes estaba vinculado mediante unas estrías al portasatélites de la unidad de marcha atrás. El cubo del engranaje de anillo de la unidad trasera tenía un engranaje pequeño mecanizado en su extremo que servía como engranaje solar de la unidad de marcha atrás. Debido a que la banda de la unidad trasera no se aplicaba durante la marcha atrás, la unidad trasera y la unidad de marcha atrás se combinaron haciendo que los portasatélites combinados girasen en sentido opuesto al par de entrada y a una velocidad más reducida. El eje de salida se mecanizó en la unidad trasera y los portasatélites de la unidad inversa.
Apagar el motor hacía que la presión del aceite de la transmisión se disipara rápidamente. Si la palanca selectora estaba en reversa o se movía a reversa después de que el motor se detuviera, dos partes mecánicas se combinaban para proporcionar un freno de estacionamiento. La corona dentada de la unidad de marcha atrás se mantenía estacionaria mediante el anclaje de la marcha atrás. El eje de transmisión aún podía girar para hacer que el engranaje solar de la unidad de reversa y la corona dentada de la unidad trasera adjunta girasen a una velocidad muy alta, si no fuera por el hecho de que la banda de la corona de la unidad trasera ahora se aplicaba mediante un resorte pesado. Por lo general, las bandas se aplicaban mediante un servo y se liberaban mediante la presión del resorte, pero en este caso, el servo retenía la banda y se aplicaba mediante la presión del resorte (en realidad, cuando el motor estaba en funcionamiento, la banda se aplicaba mediante una combinación de resorte asistida mediante presión de aceite). Con el motor apagado, esta banda de freno que actuaba sobre la corona dentada de la unidad trasera tenía una enorme ventaja mecánica. Dado que la corona dentada de la unidad trasera con su engranaje solar de la unidad de marcha atrás adjunta y la corona dentada de la unidad de marcha atrás estaban bloqueadas a la caja de transmisión, los portasatélites y el eje de transmisión no podían girar. Como tal, proporcionaba un freno de estacionamiento montado en el eje de transmisión, eficaz para usarse solo o como complemento del freno de mano.
La primera generación Hydramatic (no la versión Controlled-Coupling que la sucedió en 1956) no tenía una posición de estacionamiento separada como se encuentra en las transmisiones automáticas modernas. El conductor tenía que apagar el motor y luego colocar la transmisión en reversa para bloquear la línea de transmisión y evitar que el automóvil se moviera. Además, el Hydramatic original requería ajustes periódicos de la banda como un elemento de mantenimiento de rutina que las versiones posteriores no requerían. Los modelos de Oldsmobile de principios de 1940 con Hydra-Matic Drive se podían arrancar con la palanca selectora de la transmisión en cualquier posición. El automóvil comenzaría a moverse a menos que la palanca de transmisión se hubiera dejado en N, neutral.
El Hydramatic de hierro fundido fue la transmisión automática más pesada jamás producida para automóviles. La más pesada de todas fue la versión Truck Hydra-Matic que ofrecía la GM Truck and Coach Division en su línea de camiones ligeros y medianos y autobuses convencionales, así como con sus autobuses L6 con motores de gas de montaje transversal producidos hasta 1963. Esa versión en particular pesaba unas increíbles 655 libras (297,1 kg) cuando estaba equipada con la transmisión en ángulo para los autobuses, mientras que en los modelos de camioneta pickup de ¾ de tonelada en adelante (HM270), alcanzaban las 435 libras (197,3 kg). Cuando se acoplaba al pesado motor V6 de GMC de 1960-1962, el peso del tren motriz no era mucho más liviano que el peso de toda la carrocería de una camioneta pickup modelo P-2500.
Incluso su sucesor algo más ligero, el Hidramatic de acoplamiento controlado, era vilipendiado por los mecánicos de los talleres cuando tenían que quitar o reinstalar una unidad de este tipo, ya que también eran bastante pesadas en comparación con otras unidades contemporáneas. Al final, el verdadero Hydramatic quedó obsoleto por su coste, tanto en las materias primas utilizadas como en el mecanizado necesario. El sucesor, el Turbo Hydramatic, era una transmisión mucho más simple, ligera y barata, aunque menos eficiente.

## En la cultura popular
- En la canción Greased Lightnin’ de la banda sonora de la película de 1978 Grease (interpretada por el actor John Travolta), la letra incluye una estrofa que hace referencia a las transmisiones "Hydramatic" y "Ultramatic":[9]

Why, this car could be systematic
Hydromatic, ultramatic
Why, it could be Greased Lightnin'!
Greased Lightnin'
Por qué, este auto podría ser sistemático.
Hidromático, ultramático
¡Pues podría ser el Relámpago de Brillantina!
Relámpago de Brillantina